# Немировский, Валентин Геннадьевич
Валенти́н Генна́дьевич Немиро́вский (род. 29 августа 1952 года, Красноярск, СССР) — советский и российский социолог, специалист в области теоретической социологии, социологии молодёжи и образования, политической социологии, социологической статистики и социологии личности. Кандидат философских наук, доктор социологических наук, профессор, действительный член Международной академии наук высшей школы, Российской академии гуманитарных наук. Создатель научной школы «Постнеклассическая (универсумная) социология», а также собственной концепции смысла жизни и соответствующих ей методик сбора данных.

## Образование и научная деятельность
В 1969 году поступил Сибирский технологический институт, который окончил в 1975 году по специальности «Химия и технология высокомолекулярных соединений» с квалификацией «инженер-химик-технолог».
С 1974 года работает в Красноярском государственном университете на должностях старшего лаборанта, младшего научного сотрудника, ассистента, старшего преподавателя, доцента, профессора, заведующего кафедрой социологии.
В 1977—1980 годах учился в очной аспирантуре Ленинградского государственного университета, где защитил диссертацию на соискание учёной степени кандидата философских наук по теме «Факторы формирования социально-профессиональной направленности школьной молодёжи» (специальность 09.00.09 — прикладная социология).
В 1990 году в Вильнюсе в Институте философии, социологии и права АН Литовской ССР защитил диссертацию на соискание учёной степени доктора философских наук по теме «Концепции смысла жизни в массовом сознании студенческой молодёжи. Методология и опыт социологического исследования» (специальность 09.00.09 — прикладная социология).
В 1991 году присвоено учёное звание профессора.
C 1991 года — профессор и заведующий (до марта 2016 года) кафедрой социологии и общественных связей (ранее — 2002 года заведовал одноимённым отделением) Института психологии, педагогики и социологии Сибирского федерального университета (ранее — кафедрой социологии Красноярского государственного университета).
С самого основания в 2007 году до 2012 года является директором Центра социологических исследований Сибирского федерального университета.
С 2016 года — ведущий научный сотрудник кафедры общей и экономической социологии Финансово-экономического института Тюменского государственного университета.
Главный редактор научного журнала «Сибирский социум».
Был членом диссертационных советов в Алтайском государственном университете по социологическим и философским наукам (г. Барнаул) и Регионального Совета на базе Сибирского государственного технологического университета по психологическим и педагогическим наукам (г. Красноярск)., а также в диссертационного в Сибирском федеральном университете по социальной философии и онтологии и теории познания. Член объединённого диссертационного совета Д 999.029.02 Сибирского федерального университета и Тувинского государственного университета.
Автор около 280 публикаций, в том числе 28 монографий и учебных пособий (из них 4 с грифом УМО), более 250 научных статей в журналах России и зарубежных стран.
Труды В. Г. Немировского — учебное пособие «История социологии» заняло 2-е место на Всероссийском обществе Российского общества социологов за 2005 год по номинации «учебные пособия» , а монография «Социология человека: от неклассических к постнеклассическим подходам» заняло 1-е место на Всероссийском обществе Российского общества социологов за 2006 год по номинации «монографии».
Под научным руководством В. Г. Немировского подготовлено к защите 30 кандидатов и 3 доктора наук. Руководитель Красноярского отделения Российского общества социологов, региональный вице-президент Российского общества социологов, вице-президент Объединения социологов Сибири.

### Научная школа В. Г. Немировского «Постнеклассическая (универсумная) социология»
В. Г. Немировский является основоположником научной школы «Постнеклассическая (универсумная) социология», сложившейся на основе выдвинутой В. Г. Немировским в конце 1980-х годов новой, как в отечественной, так и в мировой социологии, универсумной парадигмы. Концепция универсумной социологии по своему научному складу продолжает российскую культурно-философскую традицию наряду с новейшими направлениями системного подхода (синергетику, диатропику, фрактальный подход). В. Г. Немировский разработал важный методологический инструмент — диатропический «принцип минимального универсума», который представляет собой универсальную «матрицу», способную накладываться на любую социальную структуру или процесс с целью их анализа или прогнозирования.
В постнеклассической социологии значительное внимание уделяет качественным методам исследования, в том числе применению методов математической статистики (факторный, корреляционный, кластерный и др. виды анализа) для обработки количественных данных. В постнеклассической концепции устраняется представление о человеке как о сугубо рациональном существе, до сих пор распространённое в российской социологии. Универсумная социология рассматривает человека в единстве сознательных и бессознательных, рациональных и эмоциональных проявлений, усиливая социоинженерную функцию социологии, что в конечном итоге даёт возможность более глубокого анализа социума, его прогнозирования и формирования.
Постнеклассическая (универсумная) социология имеет ряд важных прикладных особенностей:
- Использование полипарадигмальных подходов (междисциплинарный и комплексный подход к анализу социальной реальности)
- Включение современных направлений системного анализа — синергетика, диатропика, фрактальный подход и др.) в круг методологических основ социологии;
- Расширение представлений о предмете социологии и стирание междисциплинарных различий с другими социогуманитарными науками.
- Синтез социогуманитарного и естественно-научного знания;
- Опора на традиционную восточную философию и русский антропокосмизм;
- Анализ реальных, а не мнимых, как распространено сегодня в российской социологии, мотивов поведения людей, их ценностей.
- Изучение не только массового сознания, но и массового бессознательного, что позволяет объяснить многие пока «необъяснимые» или «незамечаемые» явления и процессы в обществе.
- Плодотворное прогнозирование социальных изменений на основе теории социальных циклов и мн. др.
- Разработка на основе нового понимания общественных процессов, их причин и последствий, реальных практических рекомендаций по повышению эффективности управления любым социумом.

## Консультирование в области социального планирования, политики и управления
В. Г. Немировский является одним из первых исследователей в области социального планирования и управленческого консультирования. В начале 1980-х годов он был ответственным исполнителем хозяйственно-договорных работ по темам «Разработка плана социального развития Красноярского края», «Разработка социального паспорта Красноярского края», аналогичных документов для ряда городов и районов региона. Под научным руководством В. Г. Немировского социологической лабораторией Красноярского государственного университета в 1980-х — 1990-х годах было проведено несколько крупных социологических и консалтинговых проектов на предприятиях и в городах Красноярского края.
В настоящее время В. Г. Немировский является научным руководителем социологической лаборатории Главного управления образования Администрации Красноярского края.

## Государственная служба
В конце 1980-х — начале 1990-х годов В. Г. Немировский занимал должность советника главы администрации г. Красноярска по социальной политике.
В 1994—2000 годах В. Г. Немировский был первым заместителем председателя Красноярского краевого комитета государственной статистики, был членом ряда рабочий групп по разработке нормативно-правовой документации и концепций социальной политики в Красноярском крае.
Имеет квалификационный разряд Советник РФ 1 класса.

## Членство в научных учреждениях
Руководитель Красноярского отделения Российского общества социологов, региональный вице-президент Российского общества социологов (Сибирь, Дальний Восток), вице-президент Объединения социологов Сибири, председатель Красноярской ассоциации социологов. Член Международной социологической ассоциации — ISA. Ялен правления общественной организации «Профессорское собрание Красноярского края».
Член УМС по социологии, социальной антропологии и работе с молодёжью УМО по классическому университетскому образованию (МГУ). Член научно-координационного Совета по программе «Социокультурное развитие России и её регионов» при Отделении общественных наук РАН. Член Международного редакционного совета научного электронного журнала «Вестник Института социологии РАН». Член Международной АН высшей школы по секции «высшее образование и проблемы подготовки и аттестации научных кадров» и Российской академии гуманитарных наук.

## Награды и премии
- Знак «Заслуженный работник высшей школы Российской Федерации»
- Почётный знак «За вклад в развитие социологического образования в России» (МГУ, 2009)
- Лауреат премии Главы Администрации г. Красноярска «Профессор года» за 2002 г.
- Медаль «200 лет МВД России»
- Грамота Министерства образования РФ
- Грамота Президента РФ

Лауреат конкурсов, проводимых «Фондом развития отечественного образования» на лучшую научную книгу: 2008 года за монографию «Российский кризис в зеркале постнеклассической социологии». — М.: УРСС, 2008. — 198 с.; 2007 года за монографию (в соавторстве с Д. Д. Невирко) «Социология человека: от классических к постнеклассическим подходам». — М.: УРСС, 2007. — 304 с.
Лауреат конкурсов Российского общества социологов: в 2010 г. за учебное пособие «Социология: учебник». — М., Проспект, 2010 . — 554 с. (1-е место в номинации «Учебники и учебные пособия»); в 2010 г. за монографию «Социокультурный портрет Красноярского края: Монография» / В. Г. Немировский, А. В. Немировская. — Красноярск: Сибирский юридический институт МВД России, 2010. — 263 с. (2-е место в номинации «Монографии»); в 2008 г. за монографию «Тайные общества и заговорщики. Куда они ведут Россию?». — СПб.: Питер, 2007. — 240 с. (2-е место в номинации «Монографии»); в 2006 г. за монографию (в соавторстве с Д. Д. Невирко) «Социология человека: от классических к постнеклассическим подходам». — Красноярск: СибЮИ МВД России, 2006. — 396 с. (1-е место в номинации «Монографии»); в 2005 г. за учебное пособие «История социологии». — М.: «ВЛАДОС», 2005. — 256 с. (2-е место в номинации «Учебники и учебные пособия»).
Обладатель поощрительных документов — «Сертификат за активное участие в подготовке и проведении конкурса „НТТМ — 2011“ IV общегородской ассамблеи „Красноярск. Технологии будущего“», "Почётный диплом победителю грантового конкурса «Новый день». АКБ «РОСБАНК», Детский Фонд ООН — UNICEF, Российское представительство Британского благотворительного фонда CAF ", «2010 Диплом за 2-е место в конкурсе РОС в номинации „Монографии“», «2010 Диплом за 1-е место в конкурсе РОС в номинации „Учебники и учебные пособия“», «2006 Диплом за 2-е место в конкурсе РОС в номинации „Учебники и учебные пособия“», «2006 Диплом за 1-е место в конкурсе РОС в номинации „Монографии“», «2002 Почётная грамота за многолетнюю учебно-педагогическую деятельность».

## Участие в конференциях и семинарах
Проходил стажировку в США в университетских центрах, занятых массовыми опросами населения: в 1996 году — Майами, в 1998 году в Дэйтоне (штат Огайо).
- 1991 — The Post-Communist Citizen (Erasmus Foundation and Institute for Political Science of the Hungarian academy of Sciences, Budapest, Hungary).
- 1995 — The Potential of Regional and Municipal Authorities in Coping with the Economic Problems of System Transformation (Friedrich Ebert Foundation, The INTAS Project, Moscow, Russia);
- 1996 — The MacArthur Foundation Workshop on Social Science Research Methods; Special English Classes (Florida International University, College of Arts and Sciences, Miami, Florida, USA);
- 1997 — The International Civil Society Workshop (Miami University, Dayton, Ohio; Kettering Foundation, Dayton, Ohio, USA);
- 2004 — The HIV/AIDS Research Ethics Seminar (Center for AIDS Intervention Research, Medical College of Wisconsin, Milwaukee, Wisconsin USA; Warsaw, Poland);
- 2004 — Региональные социологические школы в начале XXI века. Межрегиональная научно-практическая конференция, г. Красноярск;
- 2004, 2006, 2008 — 1-й, 2-й и 3-й Всероссийские социологические Конгрессы (г. Москва);
- 2007 — VIII-е Харчевские чтения. Институт социологии РАН, г. Москва;
- 2007 — Всероссийские социологические Сорокинские чтения. МГУ, социологический факультет, г. Москва;
- 2009 — Всероссийская научно-практическая конференция «Молодёжь — позитивная сила российского общества», посвящённая 80-летию со дня рождения профессора факультета социологии СПбГУ, заслуженного деятеля науки РФ, члена-корреспондента РАО В. Т. Лисовского. г. Санкт-Петербург, Санкт-Петербургский государственный университет;
- 2009 — Тюменский социологический Форум «Социокультурные проблемы развития регионов России в условиях кризиса», г. Тюмень;
- 2010 — IV конференция «Современные проблемы формирования методного арсенала социолога». г. Москва, Институт социологии РАН;
- 2010 — Международная научно-практическая конференция «Проблемы и перспективы становления гражданского общества», Республика Беларусь, г. Могилёв;
- 2010 — Всероссийская научно-практическая конференция «Социология, философия, право в системе научного обеспечения процессов развития современного общества». г. Красноярск, СибЮИ МВД России.

## Участие в проектах в виде грантов, программ и конкурсов
Был научным руководителем и исполнителем грантов РГНФ (2000—2003 гг.), а также в 2010 — Грант Российского гуманитарного научного фонда Особенности социокультурного портрета Красноярского края. 10-03-00001а и 2011 — Грант Российского гуманитарного научного фонда, Особенности формирования социальной структуры и развития социального капитала в Красноярском крае. 11-03-00250а. Сибирский федеральный университет.
А также совместных грантов РГНФ и Администрации Красноярского края. — «Структура и динамика ценностного сознания молодёжи Красноярского края в условиях трансформации российского общества» — № № 04-03-66002а/Т, 2003—2005 гг. и Подготовка и проведение межрегиональной научной конференции «Региональные социологические школы в начале XXI века» — № , 2004 г.
В 2004 году руководил грантом Федерального агентства по науке и образованию и Конкурсного центра фундаментального естествознания (г. Санкт-Петербург) «Структура и содержание мотивации массового действия».
В 2007 году на грант Красноярского краевого Фонда науки подготовил рукопись своей монографии «Социальная ситуация в современной России: постнеклассический подход». — № 15F.
На международном уровне участвовал в выполнении грантов предоставленных: Kettering Foundation (USA), MacArtur Foundation, Национальным институтом здоровья США (NIMH) и др.

## Критика
Этнолог и антрополог В. А. Шнирельман относит книгу Немировского «Тайные общества и заговорщики» к числу работ, в которых авторы предпринимают формальную попытку отмежеваться от конспирологических теорий и считают возможным критическое отношение к ним, но при этом «слепо повторяют все основные аргументы конспирологов». Шнирельман указывает, что в данных работах присутствует «страстное желание обнаружить тайные пружины мировых процессов», но считает, что вместо тщательного анализа подобных процессов в данном случае присутствуют «написанные задним числом оправдания», к которым сложно относиться серьёзно.
Ведущий научный сотрудник Института проблем правоприменения при Европейском университете в Санкт-Петербурге К. Д. Титаев в интервью интернет-изданию «Индикатор», говоря о ненаучности и антинаучности множества публикаций в российских социальных науках, в качестве примера приводит учебник Немировского «История социологии», имеющий рекомендацию УМО. Титаев указывает, что в учебнике имеются следующие слова: «…Существует широкий круг социологических теорий, в основе которых лежит представление о развитии общества как о результате борьбы „тайных“ и „явных“ сил. … В целом они объединяются под термином „конспирология“», «Конспирология выступает совокупностью социологических теорий», и делает вывод, что под историей социальной науки в учебнике понимается также и история разных конспирологий. Титаев также отмечает, что подобные заявления в учебнике рассматриваются на десятках страниц, а в качестве ссылок часто выступают книги наподобие «Оккультные тайны НКВД и СС».

## Научные труды

### Монографии и учебные пособия
- Немировский В. Г. Социология личности, структура личности: учебное пособие. — Красноярск: Красноярский государственный университет, 1984. — 29 с.
- Немировский В. Г. Молодёжь строит будущее. — Красноярск: Красноярское книжное издательство, 1986. — 85 с.
- Немировский В. Г. Социология личности. Теория и опыт социологического исследования. — Красноярск: Издательство Красноярского госуниверситета, 1989. — 193 с.
- Немировский В. Г. Молодёжь восьмидесятых: Потребности, ценности, идеалы. — Красноярск: Красноярское книжное издательство, 1989. — 184 с.
- Немировский В. Г. Смысл жизни. Поиски и проблемы. — Киев: Политиздат Украины, 1990. — 223 с.
- Немировский В. Г. Введение в теоретическую социологию. Универсумная парадигма : Учебное пособие. — Красноярск: Краснояр. государственный университет, 1991. — 122 с.
- Немировский В. Г. Основы теоретической социологии : Учебное пособие. — Красноярск: Краснояр. государственный университет, 1991. — 144 с.
- Немировский В. Г., Пешков С. И., Москалёв Л. Л. Жители Красноярского края в социально-экономических и политических процессах. — Красноярск, 1992.
- Немировский В. Г. Введение в теоретическую социологию. Универсумная парадигма : Учебное пособие. — Красноярск: Краснояр. государственный университет, 1994. — 174 с.
- Немировский В. Г. Основы теоретической социологии : Учебное пособие. — Красноярск: Краснояр. государственный университет, 1994. — 133 с.
- Немировский В. Г. Социальный облик молодёжи Красноярского края. — Красноярск: КрасГУ, Красноярский краевой комитет по делам молодёжи, 1995. — 145 с.
- Немировский В. Г., Григорьев С. И. Возмущение несправедливостью: советское общество в 1980-е годы. — Барнаул-Красноярск, 1995. — 224 с.
- Немировский В. Г., Григорьев С. И. В поисках смысла жизни и справедливости: студенчество России на пороге XXI века. — Барнаул: Алтайское книжное издательство, 1995. — 188 с.
- Немировский В. Г., Невирко Д. Д. Теоретическая социология: нетрадиционные подходы : Учебное пособие. — Красноярск: Краснояр. Высшая школа МВД РФ, 1997. — 252 с.
- Немировский В. Г. Теоретическая социология: нетрадиционные подходы: Учебное пособие. — Красноярск: «Горница», 1998. — 246 с.
- Павлов А. П., Немировский В. Г., Грицков Ю. В. Образы социальной реальности: [Учебное пособие]. — Красноярск: КрасГУ, 1999. — 160 с.
- Немировский, В. Г. Универсумная диагностика российского общества. — Красноярск: КрасГУ, 2001. — 176 с.
- Немировский В. Г., Стариков П. А. Структура религиозных и этических представлений студенческой молодёжи (от 1987- к 2000 году): Монография. — Красноярск: РИО КрасГУ, 2002. — 174 с.
- Немировский В. Г. Современная теоретическая социология. Курс лекций. — Красноярск: КрасГУ, 2002. — 256 с.
- Немировский В. Г., Логинов А. М., Стариков П. А. От конфронтации к социальному партнёрству: учебно-практическое пособие. — Красноярск: «Поликом», 2002. — 176 с.
- Немировский В. Г. Базовые ценности в массовом сознании. Ценностные переживания, смысл жизни и отношение к смерти, грех как социальный феномен. Курс лекций. — Красноярск: КрасГУ, 2002. — 60 с.
- Немировский В. Г., Кудрявцева В. И. Универсумный подход к прогнозированию социальных систем. — Минск, Красноярск: Издательство БГУ, РИО КрасГУ, 2003. — 172 с.
- Немировский В. Г., Невирко Д. Д., Гришаев С. В. Социология: классические и постнеклассические подходы к анализу социальной реальности. Учебное пособие. Гриф УМО. — М.: Издательство РГГУ, 2003. — 555 с.
- Немировский В. Г. Современная теоретическая социология. Учебное пособие. Гриф УМО. — Красноярск: КрасГУ, 2003. — 303 с.
- Феньвеш Т. А., Немировский В. Г. Ноосферная концепция В. И. Вернадского и методолого-мировоззренческие предпосылки синтеза естественнонаучного и социогуманитарного знания // Вернадскианская революция в системе научного мировоззрения: коллективная монография. — СПб., 2003. — 592 с.
- Немировский В. Г. Общая социология. Учебное пособие. — Ростов-н/Д.: «Феникс», 2004. — 218 с.
- Немировский В. Г. История социологии: учебное пособие для студ. вузов при изучении цикла социогуманитар. дисциплин. — М.: Издательство «ВЛАДОС», 2005. — 318 с.
- Немировский В. Г., Кудрявцева В. И. Универсумный подход к прогнозированию социальных систем. — Минск, Красноярск: Издательство БГУ, КрасГУ, 2004. — 172 с.
- Немировский В. Г., Невирко Д. Д. Социология человека: от неклассических к постнеклассическим подходам. — Красноярск: СибЮИ МВД России, 2006. — 396 с.
- Немировский В. Г., Невирко Д. Д. Социология человека: от неклассических к постнеклассическим подходам. — 2-е изд., перераб. и доп. — М.: Издательство ЛКИ, 2008. — 304 с.
- Немировский В. Г. Тайные организации в контексте социальных изменений. Постнеклассический подход. — Красноярск: РИО КрасГУ, 2006. — 272 с.
- Немировский В. Г., Соколова Е. В. Структура и динамика смысложизненных ориентаций студенческой молодёжи: постнеклассический подход. — Красноярск: РИЦ КрасГУ, 2006. — 272 с.
- Немировский В. Г., Невирко Д. Д. Социология человека: от неклассических к постнеклассическим подходам. — 2-е изд., перераб. и доп. — Красноярск: РИЦ СибЮИ МВД России, 2006. — 396 с.
- Немировский В. Г., Невирко Д. Д. Социология человека: от неклассических к постнеклассическим подходам. — 2-е изд., перераб. и доп. — М.: УРСС, 2007. — 400 с.
- Немировский В. Г. Тайные общества и заговорщики : (куда они ведут Россию?). — СПб.: Питер, 2007. — 238 с. — ISBN 978-5-91180-549-4.
- Немировский В. Г. Российский кризис в зеркале постнеклассической социологии". Монография. — М.: УРСС, 2008. — 198 с.
- Немировский В. Г. Социология : учебник. — М.: Проспект, 2010. — 542 с.
- Немировский В. Г., Немировская А. В. Социокультурный портрет Красноярского края: монография. — Красноярск: Сибирский юридический институт МВД России, 2010. — 263 с.
- Немировский В. Г., Немировская А. В. Социокультурные процессы в Восточной Сибири (на материалах социологических исследований в Красноярском крае и Республике Хакасия в 2009—2011 гг.): монография / ред. А. В. Немировская; Сиб. федерал. университет, Российское общество социологов. Красноярское отделение. — Красноярск: СФУ, 2011. — 222 с. — ISBN 978-5-7638-2440-7. (недоступная ссылка) (копия книги)
- Немировский В. Г., Немировская А. В. Социальная структура и социальный капитал населения Красноярского края: монография. — Красноярск: Сибирский федеральный университет, 2011. — 159 с. — ISBN 978-5-7638-2475-9.(копия книги)

### Статьи
на русском языке
- Немировский В. Г. Социологические аспекты исследования личности школьников // Вестник Ленинградского университета. Экономика, философия, право. 1980. № 4 (23). С. 100—103.
- Денисов Н. А., Немировский В. Г. Пути повышения эффективности труда специалистов (по материалам социологических исследований в Красноярском крае) // Регион: экономика и социология. 1984. № 3. С. 48-54.
- Немировский В. Г. Образ желаемого будущего как фактор формирования социально-профессиональной ориентации подростков // Социологические исследования. 1985. № 2. С. 85-89.
- Немировский В. Г., Мануильский М. А. Фантастические представления как элемент массового сознания // Социологические исследования. 1987. № 4. С. 70-75.
- Немировский В. Г. Отношение молодёжи к зарубежным идеологическим течениям // Социологические исследования. 1989. № 4. С. 93-95.
- Немировский В. Г. Эхо Афганской войны // Социологические исследования. 1990. № 10. С. 55-66.
- Немировский В. Г. Красные, зелёные, белые. (заметки о политическом сознании молодёжи) // Человек. 1992. № 3. С. 69-73.
- Григорьев С. И., Немировский В. Г., Пешков С. И. Сибирь: на пути к сепаратизму? // Социологические исследования. — 1993. — № 2. — С. 20-26.
- Немировский В. Г. Современная социология и российские культурные традиции // Социологические исследования. — 1994. — № 3. — С. 23-29.
- Немировский В. Г. Образ желаемого будущего как фактор формирования социально-профессиональной ориентации подростков

// Социологические исследования. 1994. № 2. С. 85-89.
- Немировский В. Г., Коваленко Л. Г., Сыроед Н. С. Особенности представлений российских студентов о справедливости как фактор и условие социально-педагогической деятельности // Образование и социальное развитие региона. 1995. № 1. С. 112—135.
- Гладченко А. А., Немировский В. Г. Социально-политические ориентации сибирской молодёжи // Социологические исследования. — 1996. — № 9. — С. 95-100.
- Гришаев С. В., Немировский В. Г. Социальный портрет молодого предпринимателя // Социологические исследования. — 1999. — № 5. — С. 40-43.
- Немировский В. Г. Сибиряки: динамика социально-политических ориентаций // Социологические исследования. — 1999. — № 8. — С. 25-31.
- Немировский В. Г. Сибиряки: динамика социально-политических ориентаций // Социологические исследования. 1999. № 8. С. 25-31.
- Немировский В. Г. Динамика социально-демографических процессов в Красноярском крае // Вопросы статистики. 1999. № 5. С. 71-74.
- Немировский В. Г. Представления о смерти в массовом сознании сибиряков // Образование и социальное развитие региона. 1999. № 3-4. С. 3-4.
- Немировский В. Г. Социальный портрет молодого предпринимателя // Образование и социальное развитие региона. 1999. № 5. С. 40-43.
- Немировский В. Г. Социологические парадигмы и социальная практика // Образование и социальное развитие региона. 1999. № 1-2. С. 1-2.
- Немировский В. Г. Особенности современного этапа развития российской социологии // Сибирский социологический вестник. 2002. — № 2. — С. — 20 — 31.
- Немировский В. Г. Рецензия на учебное пособие Логвинова А. М. Личность, профессионал, руководитель. Социологические и социально-психологические аспекты в оценке значимых качеств, развития и самоактуализации работника. // Социологические исследования. — 2002. — № 2. С. 153—154
- Немировский В. Г., Невирко Д. Д. Региональные социологические школы на пороге XXI века. / В. Г. Немировский, Д. Д. Невирко. // Социологические исследования. — 2002. № 9. — С. 135—136.
- Немировский В. Г. Региональные социологические школы в начале XXI века. / Сибирский социологический вестник. — Барнаул-Новосибирск. — 2003. — № 1. — С. — 65-68.
- Немировский В. Г., Феньвеш Т. А. Ноосферная концепция Вернадского и методолого-мировоззренческие предпосылки синтеза естественно-научного и социогуманитарного знания // «Академия Тринитаризма», М., Эл № 77-6567, публ.10572, 28.07.2003
- Немировский В. Г. Современная теоретическая социология: универсумная парадигма как перспектива развития. / Сибирский социологический вестник. Барнаул-Новосибирск. — 2003. № 1. — С — 17-27.
- Немировский В. Г., Стариков П. А. Тенденция «квазирелигиозности» в среде красноярского студенчества // Социологические исследования. — 2003. — № 10.- С. 96-101.
- Немировский В. Г. Универсумная парадигма современной российской социологии как перспектива развития. // Социология. Научно-теоретический журнал. — Минск — 2004. — № 1. — С. 39-49.
- Немировский В. Г. Неклассические и постнеклассические подходы в современной российской социологии. / Социология. Журнал Российской социологической ассоциации. М.,— 2005. — № 2. — С. 19-31.
- Немировский В. Г. Круглый стол «Судьбы и перспективы эмпирической социологии». // Социологические исследования. — 2005. — № 10. — С. 13-15. (копия статьи)
- Беляева Л. А., Давыдов А. А., Данилов А. Н., Докторов Б. З., Лапин Н. И., Левашов В. К., Немировский В. Г., Тихонов А. В., Толстова Ю. Н., Тощенко Ж. Т., Ядов В. А. Судьбы и перспективы эмпирической социологии // Социологические исследования. — 2005. — № 10. — С. 3-21.
- Немировский В. Г. Массовое сознание и бессознательное как объект постнеклассической социологии // Социологические исследования. — 2006. — № 2. — С. 13-19. (копия статьи)
- Немировский В. Г. Массовое сознание и бессознательное в постнеклассической социологии // Социология. — № 3-4. — М., 2006. — С. 102—105
- Немировский В. Г. Рецензия на учебное пособие А. М. Логвинова «Социология рекламы» // Социологические исследования. — М. — 2006. — № 3. — С. 156.
- Немировский В. Г., Пономарёва Ю. Е. Возможности исследования социальных изменений с помощью динамической символической модели / Ю. Е. Пономарёва. В. Г. Немировский. // Вестник Красноярского государственного аграрного университета. — № 13, Красноярск: 2006. — С. 525—529.
- Немировский В. Г. Постнеклассический подход к социологическому изучению ориентаций на ценностные переживания / Вестник КрасГУ. Гуманитарные науки. — № 11, Красноярск, 2006.— С.100-104.
- Немировский В. Г. «Я не думаю, что взрыв будет» / журнал «Экономическое обозрение» — № 3. — Красноярск, 2007. С- 33-37.
- Немировский В. Г. Динамика смысложизненных ориентаций студенческой молодёжи в 1988—2004 гг. / «Молодёжная Галактика», СПбГУ. — № 1. — 2007. — С. 110—115.
- Немировский В. Г., Сергеев М. И. Развитие социологической науки в Красноярском крае // Социологические исследования. — 2008. — № 7. — С. 147—150. (копия статьи)
- Немировский В. Г. Изменения иерархического уровня базовых ценностей жителей региона и перспективы модернизации страны // Социология, философия и право в системе научного обеспечения процессов развития современного общества: материалы всероссийской научно-практической конференции, г. Красноярск, 20 мая 2010 г. — Красноярск: СибЮИ МВД России, 2010. — С. 11-15.
- Немировский В. Г. Особенности социокультурной самоидентификации населения Восточной Сибири // Социологические исследования. — 2011. — № 8. — С. 88-94.
- Немировский В. Г. Фреймы смерти в массовом сознании сибиряков: структура и динамика (на материалах социологических исследований в Красноярском крае и Республике Хакасия в 2005—2010 гг.) // Мониторинг общественного мнения: экономические и социальные перемены. 2011. № 2 (102). С. 116—125.
- Немировский В. Г. Особенности процессов социокультурной модернизации в регионах Восточной и Западной Сибири (на материалах исследований в Красноярском крае, Республике Хакасия и Новосибирской области) // Россия реформирующаяся: Ежегодник-2011 / Отв. ред. академик РАН М. К. Горшков. — Вып. 10. М. ; СПб.: Институт социологии РАН, Нестор-История, 2011. — С. 513—530.
- Немировский В. Г. Особенности процессов социокультурной модернизации в регионах Восточной и Западной Сибири// Фундаментальные аспекты психического здоровья. 2011. № 4. С. 61-68.
- Немировский В. Г., Немировская А. В. Чувство незащищённости от социальных опасностей как основа типологизации регионов (по материалам социологических исследований в Восточной и Западной Сибири) // Мониторинг общественного мнения. № 1(107) январь-февраль 2012 [копия http://expertclub.info/sites/default/files (недоступная+ссылка)]
- Немировский В. Г. Чему отечественная социология учит будущих управленцев, преподавателей, научных работников? // Социологические исследования. — 2012. — № 5. — С. 48—57.
- Немировский В. Г., Немировская А. В., Хамидуллина К. Р. Социокультурные барьеры модернизации Восточной Сибири (на примере Красноярского края и Республики Хакасия) // Социологические исследования. 2012. № 9. С. 33-40.
- Немировский В. Г., Немировская А. В. Уровень ценностей в контексте социокультурной модернизации региона (недоступная ссылка) // Идеи и идеалы. 2014. Т. 1. № 4 (22). С. 88-99.
- Немировский В. Г. Массовое сознание жителей Сибирского региона: представления о себе и России // Социологические исследования. 2013. № 4. С. 54-60.
- Немировский В. Г. Ценностные и социально-сословные препятствия на пути социокультурной модернизации России и её регионов // Мониторинг общественного мнения: экономические и социальные перемены. 2013. № 4 (116). С. 057—070.
- Немировский В. Г. Социокультурные аспекты отношения населения крупного Сибирского региона к модернизации (на примере Красноярского края) (недоступная ссылка) // Вестник Тюменского государственного университета. Социально-экономические и правовые исследования. 2013. № 8. С. 79-86.
- Немировский В. Г. Переход от антиутопии к утопии в контексте модернизационных процессов в России (на материалах социологических исследований в Красноярском крае) // Социология: Теория, методы, маркетинг. 2013. № 3. С. 73-85.
- Немировский В. Г., Сафронова К. В. Специфика ценностных ориентаций региональной политической элиты (на материалах Красноярского края) // Власть. 2014. № 7. С. 140—143.
- Немировский В. Г., Немировская А. В. Жизненная энергия и другие ресурсы социальных субъектов (на материалах социологических исследований в Красноярском крае) // Мониторинг общественного мнения: экономические и социальные перемены. 2014. № 4 (122). С. 104—118.
- Немировский В. Г., Половинко В. С. Возможности модернизации регионов Сибирского федерального округа // Социологические исследования. — 2015. — № 1. — С. 27-34
- Немировский В. Г. Травмированное общество и его фантомы // Полис. Политические исследования. 2015. № 3. С. 185—189. DOI: https://doi.org/10.17976/jpps/2015.03.13
- Немировский В. Г., Сафронова К. В. Фреймы жизни и смерти в массовом сознании политической элиты региона // Власть. 2015. № 5. С. 77-80.
- Немировский В. Г. Социокультурное развитие российских регионов в контексте современной российской антиутопии // Философские науки. 2015. № 8. С. 95-106.
- Немировский В. Г., Немировская А. В. Динамика субъективного социального благополучия населения в контексте социокультурной модернизации крупного сибирского региона (на материалах исследований в Красноярском крае в 2010—2014 гг.) // Вестник Омского университета. Серия: Экономика. 2015. № 3. С. 238—243.
- Немировский В. Г. Динамика трудовой мотивации и экономической активности населения крупного сибирского региона (2010—2014 гг.) // Вестник Тюменского государственного университета. Социально-экономические и правовые исследования. 2017. Т. 3. № 1. С. 71-83.
- Немировский В. Г. Представления о справедливости в контексте сословной структуры современного российского общества // Социологические исследования. — 2017. — № 9. — С. 40-47. DOI: 10.7868/S013216251709005

на других языках
- Nemirovskiy V. G. Modern sociology and Russian cultural traditions // Sociological Studies of Children and Youth. 1994. Т. 3. С. 23-29.
- Nemirovskiy V. G. The Theoretical-methodological Foundations of Post-non-Classical Approaches in the Contemporary Russian Sopciology (рус. Теоретико-методологические основы постнеклассических подходов в современной российской социологии) // Humanities & Social Sciences: Журнал Сибирского федерального университета. Гуманитарные науки. — № 1. — Красноярск: СФУ, 2008. — С. 77-90.
- Nemirovskiy V. G. Sociocultural Specifics of Siberian Residents Ideas of the Meaning of Life and Attitude to Death at the End of the XX Century and at the Beginning of the XXI Century within the Framework of Postnonclassic Approach (рус. Социологический анализ социокультурной специфики представлений сибиряков о смысле жизни и отношении к смерти в конце ХХ-го — начале XXI-го столетий на основе постнеклассического подхода)// Journal of Siberian Federal University. Humanities & Social Sciences: Журнал Сибирского федерального университета. Гуманитарные науки. — Красноярск: СФУ, 2010. — Том 3. — № 1. — С. 53-68.
- Nemirovskiy V. G., Fenvesh T. A. Russian Cultural-Philosophical Tradition as a Factor in the Formation of Modern Postnonclassic (Universum) Sociology (рус. Русская культурно-философская традиция как фактор формирования современной постнеклассической (универсумной) социологии) // Journal of Siberian Federal University. Humanities & Social Sciences: : Журнал Сибирского федерального университета. Гуманитарные науки. — Том 3. — № 4. — Красноярск: ИПК СФУ, 2010
- Nemirovskiy V. G. Sociology of Emotions: Relationship of the Orientations on Value Experiences and Core Values (рус. Социология эмоций: взаимосвязь ориентаций на ценностные переживания и базовые ценности) // Журнал Сибирского федерального университета. Серия: Гуманитарные науки. 2011. Т. 4. № 8. С. 1073—1082.
- Nemirovskiy V. G. Orientations of the Region’s Population on Value Experiences as an Indicator of the Level of Development and Semantic Content of Social Capital (рус. Ориентации населения региона на ценностные переживания как показатель уровня развития и смыслового содержания социального капитала) // Journal of Siberian Federal University. Humanities & Social Sciences: Журнал Сибирского федерального университета. Серия: Гуманитарные науки. 2011. Т. 4. № 7. С. 1025—1033.
- Nemirovskiy V. G. Hierarchy of Basic Value Orientations of the Regional Population as an Indicator of the Level of Social Capital (198—202 pp.)// Russian Sociology in Turbulent Times / Ed. by V. A. Mansurov. — Moscow: RSS, 2011. 904 pp. 1 CD ROM ISBN 978-5-904804-05-3
- Nemirovskiy V. G. Population of the Region about Barriers to Effective Modernization. (on the Materials of Social Research in Krasnoyarsk Krai) (рус. Население региона о препятствиях на пути эффективной модернизации (на материалах социологических исследований в Красноярском крае)) // Journal of Siberian Federal University. Humanities & Social Sciences: Журнал Сибирского федерального университета. Серия: Гуманитарные науки. 2013. Т. 6. № 8. С. 1142—1154.
- Nemirovskiy V. G. Social and cultural aspects of the attitude of the population of a large siberian region to modernization (based on the example of the Krasnoyarsk territory) // Tyumen State University Herald. 2013. № 8. С. 77-83.
- Nemirovskiy V. G. Dynamics of Social Well-Being of the Population of the Region in View of Emotional and Energy Indicators (рус. Динамика социального самочувствия населения региона с учётом эмоционально-энергетических показателей)// Journal of Siberian Federal University. Humanities & Social Sciences: Журнал Сибирского федерального университета. Серия: Гуманитарные науки. 2014. Т. 7. № 10. С. 1765—1774.
- Nemirovskiy V. G. Observance of Citizens’ Rights and Freedoms as an Element of Political System of Modern Russia (Based on Researches in Krasnoyarsk Krai in 2010—2015) Rationale and Study Approaches (рус. Соблюдение прав и свобод граждан как элемент политической системы современной России (по исследованиям в Красноярском крае в 2010-2015 гг.)) // Journal of Siberian Federal University. Humanities & Social Sciences: Журнал Сибирского федерального университета. Серия: Гуманитарные науки. 2015. Т. 8. № 8. С. 1675—1682.
- Nemirovsky V. G., Nemirovskaya A. V. The Origins and Subjects of Fear for Siberians: Sociological Research in the Regions of Eastern and Western Siberia // Sibirica. 2015. Т. 14. № 2. С. 66-94.
- Nemirovsky V. G., Nemirovskaya A. V. Sociocultural Peculiarities of Dynamics of Migration Processes in Central Siberia (Exemplified by the Materials of Researches Conducted in the Krasnoyarsk Territory in 2010—2014) (рус. Социокультурные особенности динамики миграционных процессов в центральной Сибири (на материалах исследований в Красноярском крае в 2010–2014 гг.)) // Journal of Siberian Federal University. Humanities & Social Sciences: Журнал Сибирского федерального университета. Серия: Гуманитарные науки. 2016. Т. 9. № 4. С. 854—867.
- Nemirovskiy V. G. The Interdisciplinary Perspectives of the Contemporary Post-Non-Classical Sociology // The International Journal of Interdisciplinary Social Sciences. Vol. 2, Num. 1, pp. 65– 77.

## Тезисы научных конференций и семинаров
- Немировский В. Г. Ценностные ориентации первокурсников Сибирского Федерального университета. // Молодёжь — позитивная сила развития российского общества: материалы Всероссийской научно-практической конференции, посвящённой 80-летию со дня рождения профессора факультета социологии СПбГУ, заслуженного деятеля науки РФ, члена-корреспондента РАО В. Т. Лисовского, 24-25 сентября 2009 года/ Под ред. А. А. Козлова. — СПб., 2009. — С. 192—195.
- Немировский В. Г. Специфика социокультурного портрета Красноярского края как элемента Социокультурного атласа регионов России. // Материалы Тюменского социологического Форума 15-16 октября 2009 года. — Тюмень, 2009. — С. 81-82.
- Немировский В. Г. Социологическая методика измерения иерархического уровня базовых ценностей респондентов // Материалы IV конференции «Современные проблемы формирования методного арсенала социолога», Москва, 16 февраля 2010 г. — М.: Институт социологии РАН, 2010. — Электронное издание (на диске). — ISBN 978-5-89697-181-8.
- Немировский В. Г., Анциферова Т. Н. Архетипы и ценности христианства в массовом сознании как фактор социальных изменений современного российского общества // Материалы международной научно-практической конференции «Проблемы и перспективы становления гражданского общества», Республика Беларусь, 22 — 23 апреля 2010 г. — Могилёв: УО «Могилёвский государственный университет продовольствия», 2010.
- Немировский В. Г. Нужны жёсткие меры против коррупции// «Демократия и качество государства: обсуждение статьи В. В. Путина» // Экспертный клуб «Комитет развития» № 2(21), 07.02.2012
- Немировский В. Г. Блиц-опрос № 2 «Повестка на II полугодие 2011 г.» // Экспертный клуб «Комитет развития», (август 2011 г.)